# Der rote Hahn (Gerhart Hauptmann)
Der rote Hahn ist eine Tragikomödie in vier Akten des deutschen Nobelpreisträgers für Literatur Gerhart Hauptmann, die vom Sommer 1900 bis zum Herbst 1901 geschrieben und am 27. November 1901 unter Emil Lessing im Deutschen Theater Berlin uraufgeführt wurde. Der Uraufführung – besetzt mit Max Reinhardt als Schuster Fielitz, Luise von Poellnitz als Frau Fielitz, Rudolf Rittner als pensionierten Gendarm Rauchhaupt,  Oscar Sauer als Amtsvorsteher von Wehrhahn und Albert Bassermann als Schmied Langheinrich – war kein Erfolg beschieden. Späte Anerkennung beim Publikum brachte erst Ida Orloff 1941 im Rose-Theater in der Berliner Großen Frankfurter Straße. Der Autor schaute sich deren 50. Aufführung an.
In dieser Fortsetzung des Biberpelzes hat die verwitwete Mutter Wolffen einen Schuster geheiratet und heißt nun Frau Fielitz. Amtsvorsteher von Wehrhahn – bekannt aus dem Biberpelz – verhandelt einen Fall von Brandstiftung, ausgeführt von genanntem Ehepaar Fielitz. Fast alle Figuren berlinern.

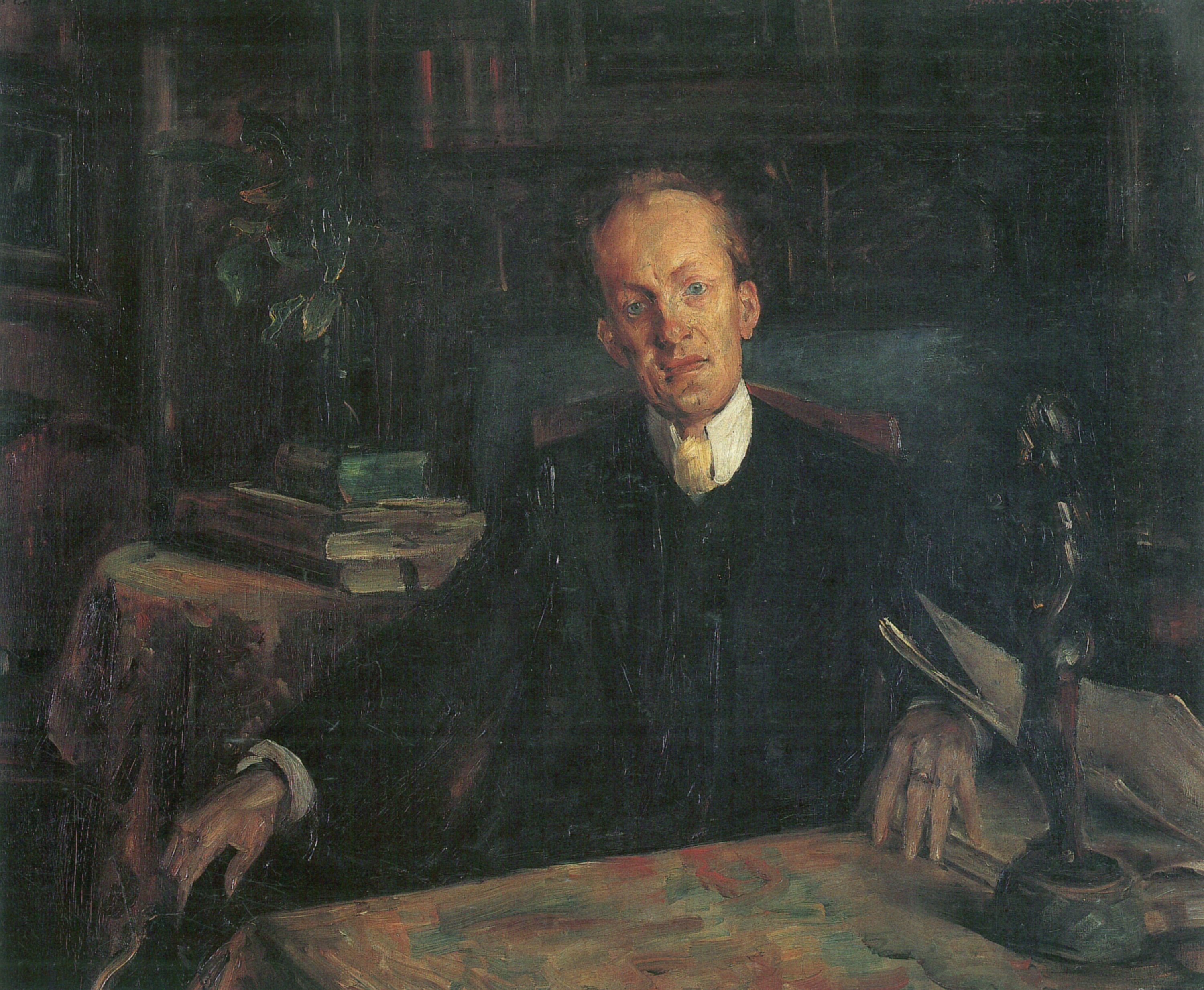
Gerhart Hauptmann auf einem Gemälde von Lovis Corinth anno 1900

## Entstehung
Marx schreibt: „Im Winter des Jahres 1894 hört Gerhart Hauptmann bei seinem Freund Moritz Heimann von einem Großbrand in Kienbaum. Dem Bericht des Schmieds und Spritzenmeisters Bertold Dalibor zufolge soll das Feuer vom 5. Januar 1894 auf Brandstiftung zurückgehen.“

## Inhalt
Zur Zeit des Lex Heinze, genauer Ende September 1900, in einem Dorf im Berliner Umkreis. Landsberg liegt in der Nähe.
1

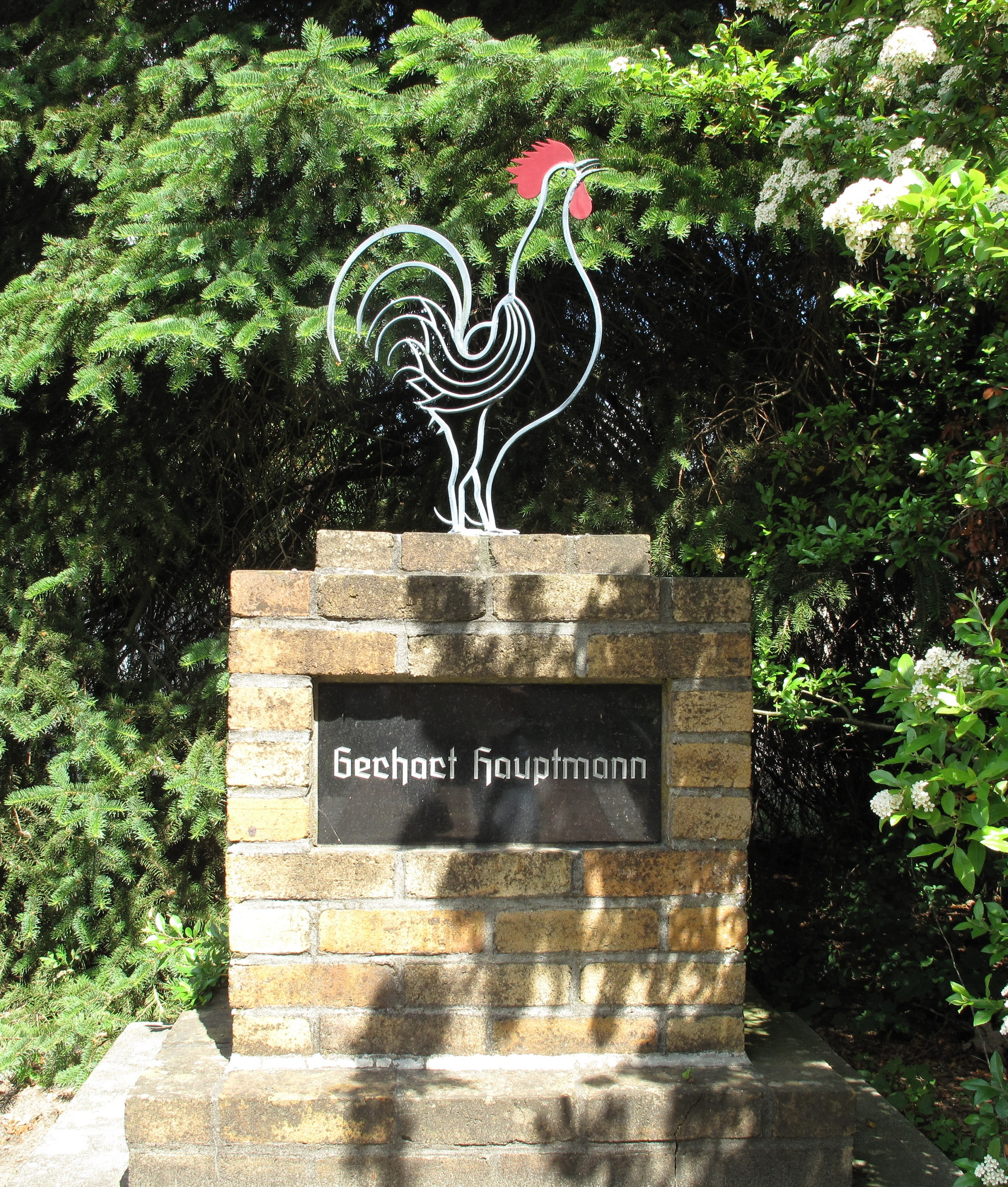
Gerhart-Hauptmann-Denkmal in Kienbaum mit dem roten Hahn

In der Schusterwerkstatt: Die um die 60-jährige Frau Fielitz bereut ihre zweite Heirat; nennt ihren knapp 60-jährigen Gatten vor dem Kunden von Wehrhahn einen „krumpbeenigen Kracher“. Zudem ist die Frau mit ihrer Gesundheit unzufrieden. Eine einzige Behandlung ihres „Reißmatichtig“ (Rheuma) mit der „Jelektrisiermaschine“ in Berlin kostet eine Unsumme Geldes – fünf Mark. Der Amtsvorsteher von Wehrhahn erinnert den Schuster an die nächste Flottenversammlung. Polizeispion Anton Fielitz verspricht sein Kommen.
Der verwitwete Eduard Rauchhaupt, seit elf Jahren Gendarm a. D., bewohnt ein eigenes Grundstück mit Gärtnerei. Er bringt ein neues Grabkreuz für den „unverjeßlichen“ Zimmermann Julian Wolff. Frau Fielitz, verwitwete Wolff, weint. Der Gendarm hat sich beim Schuster mit dem Schmied verabredet. Langheinrich, Spritzenmeister bei der örtlichen Feuerwehr, kommt und wirft andauernd begehrliche Blicke auf Leontine, die fast 30-jährige Tochter der Schustersfrau aus erster Ehe. Die ledige junge Frau hat ein Kind. Frau Fielitz hat kein Verständnis für Leontines abweisendes Gebaren. Wahrscheinlich wird die kinderlose bettlägerische Adelheid Langheinrich ihren Ehemann in Bälde zum Witwer machen.
Gustav, der debile Sohn Rauchhaupts, erscheint und benimmt sich daneben. Frau Fielitz wirft ein: „´s heeßt doch, a gokelt immer mit Streichhölzern.“ Rauchhaupt muss das bejahen. Frau Fielitz orakelt: Wer wird wohl im Dorf als Nächster sein marodes Haus abbrennen und für die Versicherungssumme ein neues erbauen? Das Haus des Schusters, im Dorfmitte günstig neben Apotheke, Post und Bäcker gelegen, ist mit Siebentausend versichert. Fielitz will von dem Plan seiner Frau nichts wissen. Brandstiftung? - nein! Obwohl, in dem Herbst sind bereits sechs Häuser abgebrannt.
2
Langheinrichs Schmiede. Der Wind bläst an diesem Herbsttag kräftig.
Der jüdische Arzt Dr. Boxer behandelt die kranke Frau des Schmiedes und erkundigt sich nebenher beim Schmiedgesellen, ob der Schuster Fielitz nicht recht bei Troste sei. Denn dieser habe sich am Morgen auf dem Bahnhof bei der Abfahrt nach Berlin absonderlich verhalten. „Nee“ erwidert der Geselle, verrückt sei der seines Wissens nicht. Spritzenmeister Langheinrich kommt hinzu und schnuppert. Es riecht nach Rauch. Drüben bei Landsberg habe es wieder gebrannt. Rauchhaupt kommt und sucht seinen Sohn. Dieser sei von Frau Fielitz mit Sämereien „rieberbestellt“ worden. Langheinrich wundert sich: Das Ehepaar ist nach Berlin gefahren und Leontine ist wegen eines Alimente-Termins auf dem Amtsgericht. Der Schmiedegeselle hat den debilen Gustav beobachtet, wie dieser mit einer Streichholzschachtel hantierte.
Bauführer Schmarowski, der Schwiegersohn von Frau Fielitz, erscheint. Der Schmied verbittet sich Schmarowskis antisemitische Bemerkungen gegen Dr. Boxer.
Fielitzens Nachbarin Frau Schulze alarmiert den Spritzenmeister: Beim Schuster schlügen Flammen aus der Dachluke. Langheinrich, inzwischen mit Feuerwehrhelm kostümiert, lässt sich nicht aus der Ruhe bringen; auch nicht, als der Schlüssel zum Spritzenhaus gesucht wird. So brennt das Haus bis auf die Grundmauer nieder. Ein Giebel fällt ein.
3
Amtszimmer von Wehrhahns: Wegen der „Streichholzjeschichte“ steht für den Beamten der Täter fest. Gustav wird in Rahnsdorf gesucht. Fielitz, mit einem nagelneuen Regulator unterm Arm, kommt aus Berlin zurück. Seine Frau weint „laut und stoßweise“. Der Schuster weiß wirklich nicht, wo er seinen Regulator aufhängen soll, aber der Schmied nimmt die Abgebrannten auf. Gustav wird aufgegriffen. Frau Schulze und Gustavs Vater sind überzeugt, der Junge ist nicht der Täter. Rauchhaupt beteuert: „Mein Justav ist keen Verbrecher nich!“ Von Wehrhahn bleibt dabei. Gustav ist mindestens der Tat verdächtig. Der „Verbrecher“ wird abgeführt.
Langheinrich hält eine Zündschnur in der Hand verborgen und verheimlicht den Fund vor von Wehrhahn. Während der Befragung durch den Amtsvorsteher widerspricht sich das Ehepaar Fielitz.
4
In der Behelfsunterkunft der Fielitzens im Giebelzimmer bei Schmied Langheinrich: Der Schuster meint, der Schmied habe ihn wegen der „Zindschnurjeschichte“ in der Hand. Die Schustersfrau, die den Eindruck einer Schwerkranken macht, sieht das so: Langheinrich hat die abgebrannte Familie aufgenommen und basta. Im Gespräch mit dem Schwiegersohn, dem Bauführer Schmarowski, informiert sie: Dreimal musste sie aufs Gericht und nichts hat sich ergeben.
Der Baumensch will auf dem Grund und Boden der Gärtnerei Rauchhaupt bauen. Die Schwiegermutter gibt ihm Schützenhilfe. Im Gespräch mit dem Gendarm a. D. hat Frau Fielitz einen schweren Stand. Rauchhaupt weiß, ebenso wie die Nachbarin Schulze, alles. Der ehemalige Gendarm ist nicht dumm. Er reibt Frau Fielitz die Sache mit den Sämereien, die Gustav bringen sollte, unter die Nase. Frau Schulze hat einiges beobachtet. Frau Fielitz verwahrt sich gegen solche Bedrohung. Rauchhaupt behält in dem verbalen Schlagabtausch die Oberhand: „Tun Se mir doch verklagen, Frau Meestern.“ Frau Fielitz gibt scheinbar klein bei; sie habe bereits von ihrem Begräbnis geträumt. Endlich hat Frau Fielitz den Gendarm so weit, dass sie mit ihm über den Verkauf seines Grundstücks sprechen kann. Da kommt Dr. Boxer dazwischen – Rauchhaupt solle doch die Patientin nicht aufregen. Der Arzt hat etwas gegen den Schwiegersohn der Frau Fielitz, weil dieser das Dorf verschandelt mit einer „fünfstöckigen Mietskaserne“.
Äußerst erregt stürzt Schuster Fielitz ins Zimmer und gibt im Beisein des Arztes und des Schmiedegesellen die Brandstiftung zu: „… ick bin et jewesen!“
Das ist alles zu viel für Frau Fielitz. Die Kranke stirbt. Ihr letztes Wort: „Ma langt immer so.“ Dabei greift die Sterbende mit den Händen ein allerletztes Mal in die Höhe.

## Zitate
- Schmied Langheinrich: „Det Sterben, det hat der Deibel erfunden.“[14]
- Frau Fielitz: „Tummheet[15] regiert de Welt.“[16]

## Titel
- Den roten Hahn aufs Dach setzen bedeutet Feuer legen.
- Gerhart Hauptmannscher Humor: Schmiedemeister Langheinrich und sein Geselle schmieden einen eisernen Turmhahn und streichen ihn mit roter Ölfarbe an[17]. Der Hahn krönt das von Bauführer Schmarowski neu erbaute Haus des Ehepaares Fielitz.
- Am 30. Juli 1892 stieg der Autor im Nürnberger Hotel Roter Hahn ab.[18]

## Weitere Premieren
- zum 100. Geburtstag Hauptmanns: November 1962, Münchner Kammerspiele mit Therese Giehse[19]
- 12. Oktober 1978, Theater Hamburg[20]
- November 1987, Volksbühne Berlin[21]
- 1997, Deutsches Theater Berlin[22]

## Verfilmung
- Der rote Hahn (Deutschland BRD 1962) im NDR-Fernsehen. TV-Film von John Olden mit Inge Meysel und Rudolf Platte.

## Rezeption
- 1952: Nach Mayer ist das Abbrennen des eigenen Hauses eine der Auswirkungen des unter Wilhelm II. aufkommenden Imperialismus.[23]
- 1995: Leppmann schreibt, aus der Proletarierin Mutter Wolffen ist die Kleinbürgerin Frau Fielitz geworden.[24] Auf „Wiesenstein“ im schlesischen Agnetendorf habe Gerhart Hauptmann bis Anfang 1945 gelegentlich aus neuen Manuskripten vorgelesen. Diese Angewohnheit habe der Autor im Oktober 1901 mit dem Roten Hahn begonnen.[25]
- 2004: Sprengel deutet das Ausstrecken der Hände bei der sterbenden Frau Fielitz als Gier.[26]
- 2012: Sprengel nennt scharfsinnige Überlegungen Kerrs zu möglichen Ursachen für den Misserfolg der Uraufführung.[27]

### Buchausgaben
Erstausgabe:
- Der rote Hahn. Tragikomödie in vier Akten. S. Fischer, Berlin 1901[28]

Verwendete Ausgabe:
- Der rote Hahn. Tragikomödie. S. 81–157 in Gerhart Hauptmann: Ausgewählte Dramen in vier Bänden. Bd. 2. 465 Seiten. Aufbau-Verlag, Berlin 1952

### Sekundärliteratur
- Gerhart Hauptmann: Ausgewählte Dramen in vier Bänden. Bd. 1. Mit einer Einführung in das dramatische Werk Gerhart Hauptmanns von Hans Mayer. 692 Seiten. Aufbau-Verlag, Berlin 1952
- Gerhard Stenzel (Hrsg.): Gerhart Hauptmanns Werke in zwei Bänden. Band II. 1072 Seiten. Verlag Das Bergland-Buch, Salzburg 1956 (Dünndruck)
- Wolfgang Leppmann: Gerhart Hauptmann. Eine Biographie. Ullstein, Berlin 1996 (Ullstein-Buch 35608), 415 Seiten, ISBN 3-548-35608-7 (identischer Text mit ISBN 3-549-05469-6, Propyläen, Berlin 1995, untertitelt mit Die Biographie)
- Friedhelm Marx: Gerhart Hauptmann. Reclam, Stuttgart 1998 (RUB 17608, Reihe Literaturstudium). 403 Seiten, ISBN 3-15-017608-5
- Peter Sprengel: Geschichte der deutschsprachigen Literatur 1900–1918. Von der Jahrhundertwende bis zum Ende des Ersten Weltkriegs. C.H. Beck, München 2004, ISBN 3-406-52178-9.
- Peter Sprengel: Gerhart Hauptmann. Bürgerlichkeit und großer Traum. Eine Biographie. 848 Seiten. C.H. Beck, München 2012 (1. Aufl.), ISBN 978-3-406-64045-2